# Лесогорски
Лесогорски (рус. Лесогорский), до 1948. Јаски (рус. Яски; фин. Jääski; швед. Jäskis) насељено је место са административним статусом варошице (рус. посёлок городского типа) на северозападу европског дела Руске Федерације. Налази се на крајњем северозападу Лењинградске области и административно припада Виборшком рејону.
Према проценама националне статистичке службе за 2015. у вароши је живело 3.302 становника.
Статус насеља урбаног типа, односно варошице носи од 1940. године.

## Географија
Варошица Лесогорски налази се на северозападу Карелијске превлаке, на левој обали реке Вуоксе недалеко од међународне границе између Русије и Финске. Варошица се налази на око 185 километара северозападно од Санкт Петербурга.

## Историја
У писаним изворима насеље се први пут помиње у тексту Ореховског мира из 1323. године, а по чијим одредбама су неке новгородске територије предане под управу Швеђана (међу њима и локалитет Јаски). У границама шведске државе остаје све до Руско-шведског рата 1741—1743. када прелази у састав Руске Империје. У периоду од 1918. до 1940. насеље се налазило у границама Финске.
Након повратка у састав Совјетског Савеза 1940. године дотадашње село Јаски добија административни статус урбаног насеља у рангу варошице, и све до 1960. има функцију рејонског центра. Након што је Лесогорски рејон расформиран 1960. године, варошица Лесогорск административно потпада под управу Виборшког рејона. Садашње име носи од 1948. године.

## Демографија
Према подацима са пописа становништва 2010. у вароши је живело 3.273 становник, док је према проценама националне статистичке службе за 2015. варошица имала 3.302 становника.
| 1939. | 1959. | 1970. | 1979. | 1989. | 2002. | 2010. | 2015. |
| ----- | ----- | ----- | ----- | ----- | ----- | ----- | ----- |
| ---   | 5,330 | 4,938 | 4,798 | 3,744 | 3,004 | 3,273 | 3,302 |